# Oligodon ornatus
Espèce
Synonymes
- Holarchus torquatus konishii Oshima, 1910
- Simotes musyi Roux, 1919

Statut de conservation UICN

 LC  : Préoccupation mineure
Oligodon ornatus est une espèce de serpent de la famille des Colubridae.

## Homonymie
Il ne faut pas confondre cette espèce, décrite par Van Denburgh en 1909, avec Oligodon ornatus Roux, 1917 qui est, quant à elle, synonyme de Oligodon petronellae Roux, 1917.

## Répartition
Cette espèce se rencontre en République populaire de Chine et à Taïwan.

## Description
L'holotype de Oligodon ornatus mesure 343 mm dont 51 mm pour la queue.
Cette espèce a la face dorsale brun clair et présente neuf taches brun foncé cerclées de jaune pâle sur le corps et deux sur la queue. Sa tête est brun jaunâtre tacheté de brun sombre.

## Publication originale
- Van Denburgh, 1909 : New and previously unrecorded species of reptiles and amphibians from the island of Formosa. Proceedings of the California Academy of Sciences, ser. 4, vol. 3, p. 49-56 (texte intégral).